# Catedral d'Edjmiatsín
La catedral d'Edjmiatsín (armeni: Էջմիածնի մայր տաճար, Edjmiatsní mair tatxar), situada a la ciutat armènia de Vagharxapat, és la seu de l'Església Apostòlica Armènia. La majoria dels erudits creuen que fou la primera catedral bastida a l'antiga Armènia. Sovint es considera la catedral més antiga del món.

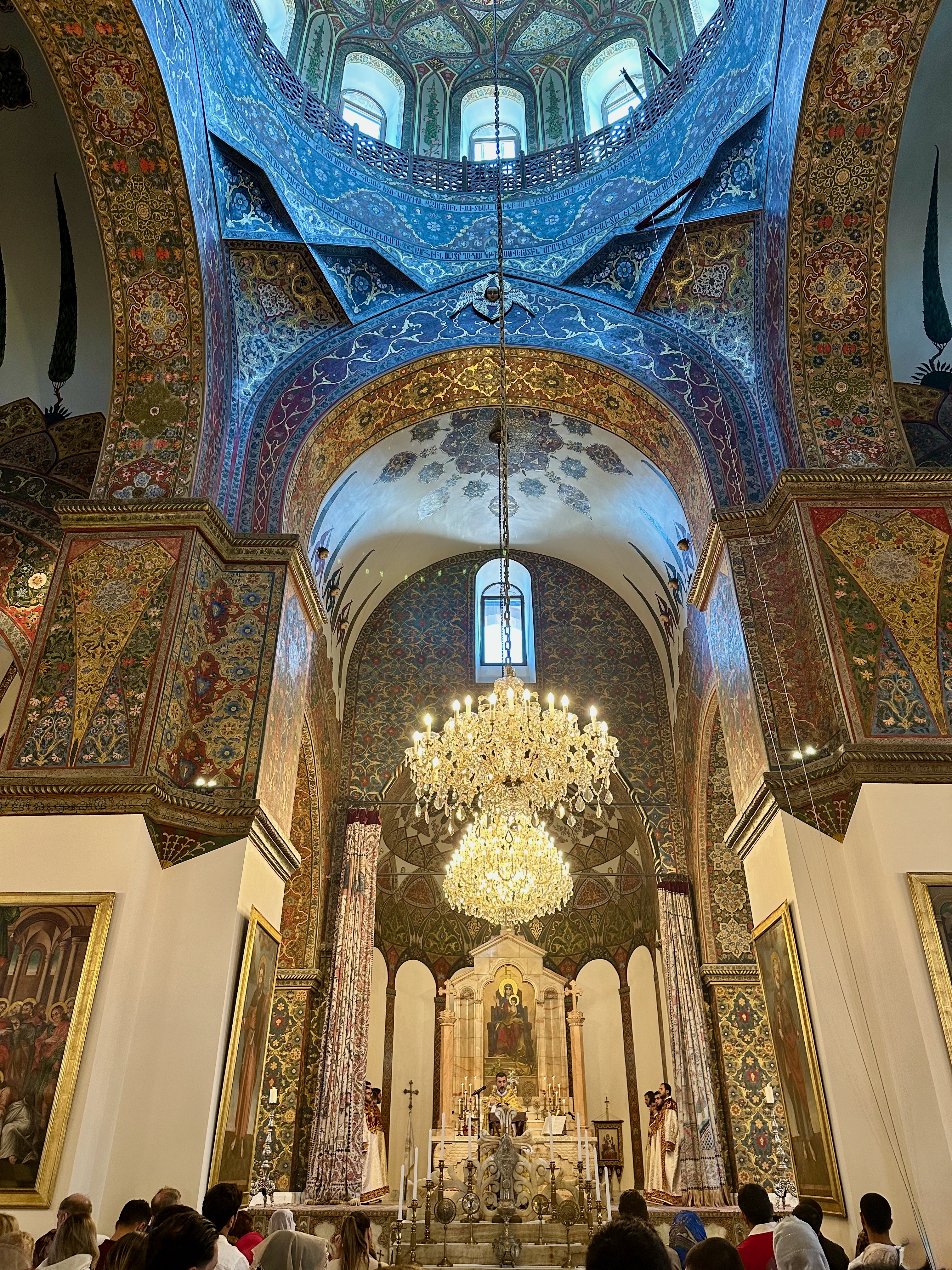
Interior

L'església original fou construïda a principis del segle iv (segons la tradició, entre el 301 i el 303) per Gregori l'Il·luminador, sant patró d'Armènia, després de la proclamació del cristianisme com a religió oficial pel rei Tiridates III. La seva ubicació sobre un antic temple pagà és un símbol de la conversió del paganisme al cristianisme. El nucli de l'edifici actual fou bastit per Baanes I Mamiconi el 483/484 després de la destrossa perpetrada per una invasió persa. La catedral fou la seu del catolicós (cap de l'Església Armènia) des de la seva fundació fins a la segona meitat del segle v.

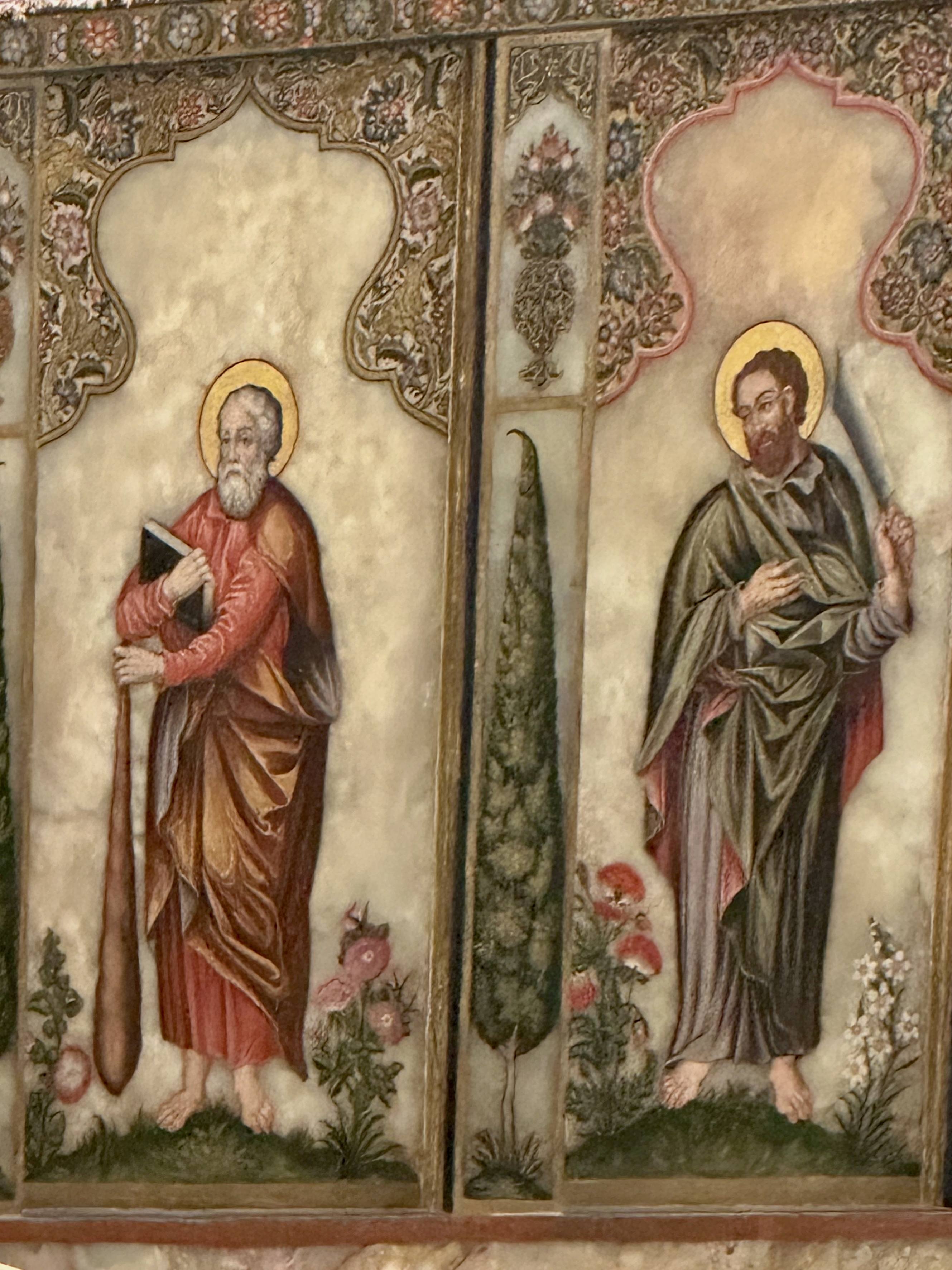
Marbres pintats a l'altar

La seva importància religiosa no impedí que patís un greu declivi en l'edat mitjana. El 1441 recuperà el catolicosat, que encara conserva avui en dia, i la Seu Mare de la Santa Edjmiatsín ha estat el centre administratiu de l'Església Armènia des d'aleshores. El 1604, el xa Abbas I de Pèrsia saquejà la catedral i se n'endugué relíquies i pedres a Nova Julfa en un intent d'afeblir el vincle entre els armenis i la seva pàtria. Ha estat reformada diverses vegades en els darrers segles.